# الليل(رواية أوبراين)
الليل (بالإنجليزية: Night)‏ هي رواية صدرت عام 1972 للكاتبة الأيرلندية إدنا أوبراين.  تروي الرواية ماري هوليغان، وهي تعاني من نوبة من الأرق. شُبِّهت ماري بمولي بلوم

## تاريخ النشر
نشر الكتاب لأول مرة من قبل ألفريد أ. نوبف، وأعادت طبعه فابر وفابر في عام 2014.

## الاستلام
كتب أندرو أوهاغان في صحيفة الغارديان، مقارنة العمل بشكل إيجابي بغرفة يعقوب من تأليف فيرجينيا وولف.  قالت أوبراين إنها معجبة بوولف 
وقالت أوبراين إنها لو كانت "حساسة" وقت النشر، لكانت أخذت شفرة حلاقة لنفسها "رداً على استقبالها لها في ذلك الوقت.